# 飯田正美
飯田 正美（いいだ まさみ、1951年1月22日 - ）は山口県出身の競馬評論家。

## 来歴
早稲田大学卒業後の1976年に日刊競馬新聞社へ入社し、同紙の本紙予想担当者として最長のキャリアを誇り、編集長の柏木集保と共に日刊競馬の看板予想家であった。一時期は桧原正行と本紙予想を分担し、飯田は古馬戦、桧原は2歳戦と3歳限定戦の担当であった。
2002年より、土曜日の中央競馬ハイライト（独立UHF放送局）に出演。参考レースを解説、日曜日のメインレースの推奨馬を取り上げていた。いわゆる本命党で、予想はたいてい上位人気の馬を推すため、同じ本命党で同番組出演者でもある星野英治とは、推奨馬だけでなく予想印まで重なることが非常に多かった。これは飯田、星野ともに本紙予想を担当していることも影響している。テレビ出演時は、ボソボソとしゃべり、滑舌もあまりよくなく、冗談もまったくといっていいほど言わないので、非常に真面目で大人しい印象なのだが、日刊競馬での自身のコラムなどではテレビでは見られない過激な内容があったり、時には冗談めいたことを寄稿することもあるので、テレビのキャラクターと紙面上のキャラクターでは趣がだいぶ異なる。『中央競馬ハイライト』の最終回にて、司会の白川次郎から視聴者に向けてのコメントを求められたとき、「自分はテレビ向きでないことは認識していた」とコメントしたが、テレビには引き続き出演することとなる。2011年より『中央競馬ワイド中継』の後継番組となる『LIVE&REPORT 中央競馬中継』（千葉テレビ放送）の解説者として、初めて生放送での地上波テレビ競馬中継のレギュラー解説者を務めることとなった。2012年6月から2022年6月まで『LIVE&REPORT 中央競馬中継』の後継番組である『金曜競馬CLUB』（千葉テレビ放送）に解説者として出演していたほか、『日刊競馬』のテレビCMにも出演していた。
飯田出演CMのキャッチコピー
「毎日が競馬だから、あなたに伝えたいことがあります。」（双眼鏡編）
「競馬の芯を、捉えるぞ。」（天気予報編）

## 出演番組

### 過去
- 中央競馬ハイライト
- 金曜競馬CLUB
- 中央競馬実況中継（ラジオNIKKEI）

## 主な的中例
- 第47回菊花賞（1986年） - ◎メジロデュレン、△ダイナガリバー[1]
- 第11回エリザベス女王杯（1986年） - ◎メジロラモーヌ、△スーパーショット[2]
- 第68回東京優駿（2001年） - ◎ジャングルポケット、○ダンツフレーム[3]